# Allocosa aurata
Allocosa aurata är en spindelart som först beskrevs av William Frederick Purcell 1903.  Allocosa aurata ingår i släktet Allocosa och familjen vargspindlar. Inga underarter finns listade i Catalogue of Life.